# 조디 메이
조디 메이(Jodhi May, 1975년 5월 8일 ~ )는 잉글랜드의 배우이다.

## 출연 작품

### 영화
- 2008년 디파이언스 - 타마라 스키델스키 역
- 2012년 진저 앤 로사 - 아누쉬카 역
- 2014년 공동범죄: 간접살인자
- 2015년 조용한 열정 - 수잔 길버트 역
- 2022년 더 챔피언 - 메리 벨처 역

### 드라마
- 2013년 아이스크림 걸즈 - 포비 역

## 수상
- 1988년 제41회 칸영화제 여우주연상
- 1988년 이브닝 스탠다드 어워드 신인상
- 1994년 바야돌리드 국제영화제 여우주연상
- 1998년 페스트로이아 국제영화제 은돌고래상 여우주연상